# Albuca nelsonii
Albuca nelsonii är en sparrisväxtart som beskrevs av Nicholas Edward Brown. Albuca nelsonii ingår i släktet Albuca och familjen sparrisväxter. Inga underarter finns listade i Catalogue of Life.